# 朱祐极
朱祐極（1469年6月7日—1472年3月5日），明憲宗第二子，母賢妃柏氏。成化五年四月二十八日（1469年6月）出生，成化七年（1471年）十一月十六日受封皇太子，成化八年（1472年）正月二十六日去世，追封為悼恭太子。

皇太子册书

朕，荷天地眷祐。承祖宗付托。嗣守神器祗怀永图重。惟隆国家之本，系亿兆之心，必建元良以为储副。长子祐极，天潢钟粹，帝武发祥。岐嶷之资夙成，中外之心攸属。今特授以册宝，立为皇太子，正位东宫，惟者以立德，惟仁以广爱，惟诚为敬，克笃始终，惟亲正人，务正学，克日新。令闻尚戒骄逸，臻于宏远用光，绍我  祖宗大业于亿万年尔。惟钦哉！

悼恭太子圹志

皇太子祐极，今上皇帝之子。母贵妃柏氏。成化五年己丑四月二十八日生。天资颖异，中外属心。七年辛卯秋，文武群臣累表上请，以是年十一月十六日册封为皇太子，正位东宫。八年壬辰正月二十六日，以疾薨。上恸悼，辍视朝七日，赐谥曰悼恭。择以三月初十日，安葬金山。呜呼！皇太子之生，睿质天成，为国重器。胡为基，遽尔仙游。儒臣承命，特识幽宫，用垂永世云。